# Papa Clement al XIII-lea
Papa Clement al XIII-lea (cu numele laic Carlo della Torre di Rezzonico; n. 7 martie 1693, Veneția, Republica Veneția – d. 2 februarie 1769, Roma, Statele Papale) a fost ales papă la 6 iulie 1758. A fost un episcop al Romei și Papă al Bisericii Catolice, între 6 iulie 1758 și 2 februarie 1769. 

## Succesiunea Apostolică
- Cardinal Scipione Rebiba
- Cardinal Giulio Antonio Sartorio
- Cardinal Girolamo Bernerio, O.P.
- Arhiepiscop Galeazzo Sanvitale
- Cardinal Ludovico Ludovisi
- Cardinal Luigi Caetani
- Cardinal Ulderico Carpegna
- Cardinal Paluzzo Paluzzi Altieri degli Albertoni
- Cardinal Pietro Francesco (Vincenzo Maria) Orsini de Gravina, O.P. (Papa Benedict al XIII-lea)
- Cardinal Prospero Lorenzo Lambertini (Papa Benedict al XIV-lea)
- Papa Clement al XIII-lea